# UCI America Tour 2018
Die UCI America Tour 2018 ist die 14. Austragung des zur Saison 2005 vom Weltradsportverband UCI eingeführten amerikanischen Straßenradsport-Kalenders unterhalb der UCI WorldTour, der zu den UCI Continental Circuits für Männer gehört.
Die Eintagesrennen und Etappenrennen der UCI America Tour sind in drei UCI-Kategorien (HC, 1 und 2) eingeteilt. Bei jedem Rennen werden Punkte für eine Gesamtwertung der Fahrer, Mannschaften und Nationen vergeben. An der Mannschaftswertung nehmen die Professional Continental Teams und die Continental Teams teil, nicht jedoch die startenden UCI WorldTeams. An der Nationenwertung nehmen nur die Nationen des Kontinents teil, gezählt werden aber die Ergebnisse aller Circuits.

Zu den Regeln der einzelnen Ranglisten: 

## Oktober
| Datum  | Rennen             | Kat. | Sieger        | Team |
| ------ | ------------------ | ---- | ------------- | ---- |
| 24.–1. | Vuelta a Guatemala | 2.2  | Manuel Rodas  |      |
| 27.–5. | Vuelta a Venezuela | 2.2  | Carlos Torres |      |

## Dezember
| Datum   | Rennen              | Kat. | Sieger            | Team |
| ------- | ------------------- | ---- | ----------------- | ---- |
| 18.–27. | Vuelta a Costa Rica | 2.2  | Juan Carlos Rojas |      |

## Januar
| Datum   | Rennen                          | Kat. | Sieger          | Team            |
| ------- | ------------------------------- | ---- | --------------- | --------------- |
| 12.–21. | Vuelta al Táchira               | 2.2  | Pedro Gutiérrez |                 |
| 21.–28. | Vuelta a San Juan Internacional | 2.1  | Gonzalo Najar   | SEP de San Juan |

## Februar
| Datum  | Rennen             | Kat. | Sieger      | Team     |
| ------ | ------------------ | ---- | ----------- | -------- |
| 6.–11. | Colombia Oro y Paz | 2.1  | Egan Bernal | Team Sky |

## März
| Datum  | Rennen                      | Kat. | Sieger        | Team                         |
| ------ | --------------------------- | ---- | ------------- | ---------------------------- |
| 23.–1. | Vuelta Ciclista del Uruguay | 2.2  | Magno Nazaret | Soul Brasil Pro Cycling Team |

## April
| Datum   | Rennen                | Kat. | Sieger           | Team              |
| ------- | --------------------- | ---- | ---------------- | ----------------- |
| 12.–15. | Joe Martin Stage Race | 2.2  | Ruben Companioni | Holowesko-Citadel |
| 18.–22. | Tour of the Gila      | 2.2  | Rob Britton      | Rally Cycling     |

## Mai
| Datum | Rennen                                     | Kat. | Sieger                | Team                    |
| ----- | ------------------------------------------ | ---- | --------------------- | ----------------------- |
| 3.    | Panamerikameisterschaft – Einzelzeitfahren | CC   | Walter Vargas         | Kolumbien               |
| 7.    | Panamerikameisterschaft – Straßenrennen    | CC   | Juan Sebastian Molano | Kolumbien               |
| 28.   | Winston-Salem Cycling Classic              | 1.1  | Sam Bassetti          | Elevate-KHS Pro Cycling |

## Juni
| Datum   | Rennen         | Kat. | Sieger        | Team                    |
| ------- | -------------- | ---- | ------------- | ----------------------- |
| 13.–17. | Tour de Beauce | 2.2  | James Piccoli | Elevate-KHS Pro Cycling |

## Juli
| Datum  | Rennen                       | Kat. | Sieger           | Team                        |
| ------ | ---------------------------- | ---- | ---------------- | --------------------------- |
| 5.–14. | Vuelta a Venezuela           | 2.2  | Matteo Spreafico | Androni Giocattoli-Sidermec |
| 8.     | White Spot / Delta Road Race | 1.2  | Adam de Vos      | Rally Cycling               |
| 13.    | Chrono Kristin Armstrong     | 1.2  | Serghei Țvetcov  | UnitedHealthcare            |

## August
| Datum   | Rennen           | Kat. | Sieger        | Team                |
| ------- | ---------------- | ---- | ------------- | ------------------- |
| 6.–12.  | Tour of Utah     | 2.HC | Sepp Kuss     | Team Lotto NL-Jumbo |
| 16.–19. | Colorado Classic | 2.HC | Gavin Mannion | UnitedHealthcare    |

## Gesamtwertung
(Endstand: 21. Oktober 2018)
| Platz | Fahrer                |                    | Team | Punkte |
| ----- | --------------------- | ------------------ | ---- | ------ |
| 1.    | Gavin Mannion         | Vereinigte Staaten | UHC  | 328    |
| 2.    | Sepp Kuss             | Vereinigte Staaten | TLJ  | 280    |
| 3.    | Serghei Țvetcov       | Rumänien           | UHC  | 270    |
| 4.    | Juan Sebastian Molano | Kolumbien          | MZN  | 222    |
| 5.    | Maximiliano Richeze   | Argentinien        | QST  | 222    |

| Platz | Team                                       |                    | Punkte |
| ----- | ------------------------------------------ | ------------------ | ------ |
| 1.    | UnitedHealthcare Professional Cycling Team | Vereinigte Staaten | 777    |
| 2.    | Rally Cycling                              | Vereinigte Staaten | 568    |
| 3.    | Elevate-KHS                                | Vereinigte Staaten | 361    |
| 4.    | Jelly Belly-Maxxis                         | Vereinigte Staaten | 310    |
| 5.    | Medellín                                   | Kolumbien          | 307    |

| Platz | Nation             | Punkte  |
| ----- | ------------------ | ------- |
| 1.    | Kolumbien          | 3306,86 |
| 2.    | Vereinigte Staaten | 1702,71 |
| 3.    | Kanada             | 1374,21 |
| 4.    | Ecuador            | 1100,94 |
| 5.    | Argentinien        | 915     |